# Song of the Flame
Song of the Flame è un film del 1930 diretto da Alan Crosland. Girato prima dell'adozione del Codice Hays, il film - completamente sonoro - è l'adattamento cinematografico dell'operetta omonima di Otto Harbach, Oscar Hammerstein II. Musicata da Herbert P. Stothart e George Gershwin, l'operetta aveva debuttato a Broadway il 30 dicembre 1925 al 44th Street Theatre.
Il film fu girato interamente a colori, usando il procedimento Technicolor Process 3.

## Trama
Prima della caduta dell'impero russo, Anuita, soprannominata la Fiamma, incita il popolo alla rivolta con il suo canto. La giovane riesce a sfuggire ai cosacchi che, agli ordini del principe Volodja, cercano di catturarla. Uno dei cospiratori, Konstantin, guarda avidamente Anuita, suscitando la gelosia di Natasha, la sua donna. Quando i rivoluzionari prendono il potere, gettano il paese nel caos. Anuita, disgustata, parte per il suo paese natale, in Polonia. Lì, alla festa per il raccolto, incontra Volodja: i due si innamorano ma arrivano le truppe di Konstantin che vuole arrestare il principe. Anuita intercede per l'amato, cedendo al ricatto di Konstantin che le chiede, in cambio della libertà di Volodja, di diventare la sua amante. La ragazza viene tenuta prigioniera: il principe, mascherato, tenta di liberarla, ma è catturato. Tutto sembra crollare: ma la gelosa Natasha uccide Konstantin, favorendo così la fuga dei due innamorati, finalmente liberi.

## Produzione
Il film fu prodotto dalla First National Pictures.

## Distribuzione
Distribuito dalla Warner Bros., uscì nelle sale cinematografiche USA il 25 maggio 1930. Nello stesso anno, fu distribuito anche in Argentina (29 settembre, con il titolo La canción de la llama), Svezia (5 dicembre, come Den röda flamman), Irlanda (12 dicembre), Il 20 marzo 1932, uscì anche in Finlandia con il titolo Vapauden liekki.